# Марс Одиссей
«Марс Одиссей» (англ. Mars Odyssey) — действующий орбитальный аппарат НАСА, исследующий Марс. Главная задача, стоящая перед аппаратом, заключается в изучении геологического строения планеты и поиске минералов.

## Полёт и результаты
Аппарат был запущен 7 апреля 2001 года ракетой-носителем «Дельта-2». 24 октября «Одиссей» прибыл на околомарсианскую орбиту. Аппарату удалось получить данные, свидетельствующие о крупных запасах воды на Марсе. По-видимому, в некоторых областях на глубине порядка 45 см залегает порода, состоящая из замёрзшей воды на 70 % по объёму. Изучение марсианского водяного льда продолжил аппарат «Феникс», который сел на поверхность планеты 25 мая 2008 года. «Одиссей» использовался в качестве ретранслятора для передачи информации с марсоходов «Спирит» и «Оппортьюнити». В июле 2012 года орбита Одиссея была скорректирована для передачи информации от нового марсохода Кьюриосити.
В июне 2012 года инженеры НАСА сообщили о проблемах с одним из трёх гироскопов, с помощью которых аппарат регулирует и поддерживает свою ориентацию. Аппарат перевели в безопасный режим для диагностики и определения дальнейших действий.
Пять месяцев спустя, в ноябре 2012 КА был переключён на запасной комплект оборудования и возобновил свою работу. 11 ноября 2012 «Марс-Одиссей» успешно передал данные от марсохода «Оппортьюнити» с помощью «запасного» комплекта коммуникационных навигационных систем, работающих с таким же «запасным» бортовым компьютером зонда.

Основные навигационные системы, в том числе и гироскоп, вызвавший проблемы, по оценкам специалистов НАСА, смогут проработать ещё примерно несколько месяцев, однако инженерная команда решила «переключиться» заблаговременно, сохранив таким образом оба комплекта работоспособными хотя бы на некоторое ограниченное время. Как отмечает НАСА, это было сделано на случай экстренных обстоятельств и необходимости временно отключить резервную систему.
23 июня 2015 года «Марс Одиссей» совершил юбилейный, 60000-й виток на околомарсианской орбите. За это время он пролетел над ней почти 1,43 миллиарда километров. К этому моменту он являлся самым долгодействующим космическим аппаратом из отправленных на Марс, установив этот рекорд 15 декабря 2010 года.

## Конструкция
Стартовая масса космического аппарата «Марс Одиссей» — 725,0 кг, сухая масса — 331,8 кг, из которых 44,5 кг приходится на научную аппаратуру. По конструкции аппарат похож на запущенную двумя годами ранее станцию Mars Climate Orbiter, но на 100 кг тяжелее. В стартовом положении аппарат имеет размеры 2,2x2,6x1,7 м, длина развёрнутой солнечной батареи — 5,8 м. Как и MCO, он состоит из двух основных отсеков — двигательной установки и приборного отсека в составе платформы служебного оборудования и платформы научной аппаратуры. Отличительной чертой MO-2001 является развертываемая 6-метровая штанга, на которой размещены датчики гамма-спектрометра GRS. В состав двигательной установки входят: основной двигатель тягой 640 Н (65,3 кгс, гидразин и азотный тетраоксид), двигатели ориентации и двигатели малой тяги. В состав подсистемы электропитания входит трёхсекционная солнечная батарея площадью 7 м² с фотоэлектрическими преобразователями на арсениде галлия, блок распределения питания, аккумуляторная батарея ёмкостью 16 А•ч. Подсистема управления и обработки данных имеет в своем составе дублированный радиационно-стойкий управляющий процессор RAD6000 со 128 Мегабайт оперативной памяти и постоянным запоминающим устройством ёмкостью 3 Мбайт. Для хранения данных с видеосистемы служит отдельная незадублированная карта памяти ёмкостью 1 Гигабайт. В подсистему связи входят средства связи с Землёй в диапазоне X и аппаратура приёма сигналов с посадочных аппаратов в диапазоне UHF. Аппарат имеет антенны малого, среднего и высокого усиления (LGA, MGA и HGA соответственно).

## Научная аппаратура
На аппарате установлены следующие научные приборы:
- Гамма-лучевой спектрометр GRS. Это набор из трёх инструментов — собственно гамма-спектрометра GRS, детектора нейтронов высоких энергий HEND и детектора тепловых нейтронов NS.
  - Детектор HEND (High Energy Neutron Detector) был изготовлен в Лаборатории космической гамма-спектроскопии ИКИ РАН и используется для обнаружения подповерхостных запасов водяного льда и элементного анализа состава поверхности по измерению потоков эпитепловых, резонансных и быстрых нейтронов[4]. Прибор представляет собой спектрометр с четырьмя независимыми детекторами нейтронов. Три детектора эпитепловых нейтронов (Small Detector, Medium Detector, Large Detector) построены на основе пропорциональных счетчиков нейтронов 3He, четвёртый детектор нейтронов высоких энергий (SC) — на основе органического сцинтиллятора из стильбена C14H12, окруженного активной антисовпадательной защитой из кристалла CsI:Tl3+. Пропорциональные счётчики детектируют нейтроны с энергиями 0,4 эВ — 1 кэВ, 10 эВ — 100 кэВ и 10 эВ — 1 МэВ. Детектор SC используется для регистрации нейтронов с энергиями выше 1 МэВ[5].
- Аппаратура MARIE (Mars Radiation Environment Experiment) предназначена для изучения радиационной обстановки на трассе перелёта и на орбите спутника Марса с последующим анализом возможных доз облучения и его последствий для человека. Инструмент представляет собой спектрометр энергических частиц в диапазоне 15-500 МэВ на нуклон с полем зрения 56° и двумя кремниевыми детекторами размером 25,4×25,4 мм.
- Прибор THEMIS (Thermal Emission Imaging System) предназначен для многоспектральной съёмки поверхности Марса в видимой и инфракрасной части спектра. Прибор создан на базе камеры MARCI от MCO, имеет поля зрения 4,6x3,5° и 2,9x2,9° и разрешение — 100 и 20 м соответственно в инфракрасном и видимом диапазоне. С помощью этой камеры была получена точная карта Марса (пространственное разрешение карты составляет 100 метров для всей территории Красной планеты). Для её составления учёные использовали 21 тысячу фотографий, сделанных искусственным спутником за восемь лет[6].